# Santa Teresita (Cagayan)
Santa Teresita ist eine Stadtgemeinde in der philippinischen Provinz Cagayan und liegt im Norden der Provinz am Südchinesischen Meer. Im Jahre 2015 zählte das 166,9 km² große Gebiet 19.038 Einwohner, wodurch sich eine Bevölkerungsdichte von 114 Einwohnern pro km² ergibt. Neben der Landwirtschaft lebt ein Teil der Bevölkerung vom Bau von Rattanmöbeln. Im Gemeindegebiet befinden sich auch die zwei Seen Cagayan Lake and Bangalao Lake.
Santa Teresita ist in die folgenden 13 Baranggays aufgeteilt:
| - Aridawen - Alucao - Buyun - Caniugan - Centro East - Centro West - Dungeg - Luga - Masi - Mission - Simbaluca - Simpatuyo - Villa |